# 一瀬友里
一瀬 友里（いちのせ ゆり、1962年9月1日 - ）は日本のフリーアナウンサー。2000年代の一時期、ジョイスタッフに所属し、一時脱退した後2012年から同社と再び業務提携を結んでいる。

## プロフィール
- 出身地: 埼玉県
- 最終学歴: 獨協大学経済学部
- 取得資格: 福祉環境コーディネーター2級

## 過去に出演した番組
- 日経ニュース キャスター（日経CNBC）
- クローズアップとちぎ キャスター（とちぎテレビ）
- NEW GOODS キャスター（日経サテライトニュース）
- ニュースC-MASTER メインキャスター（千葉テレビ）（月曜日・火曜日）